# Süß (Hahnbach)
 Süß ist ein Kirchdorf und Ortsteil des Marktes Hahnbach im Bezirk Oberpfalz im Amberg-Sulzbach von Bayern.

## Geographische Lage

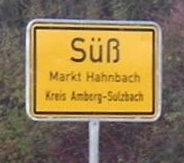
Ortstafel Süß

Das Kirchdorf Süß liegt ungefähr 1700 m nordnordwestlich von Hahnbach an der Vils. Durch Süß verläuft der Vilstalradweg und der Naturerlebnisweg Hahnbach.

## Geschichte
In Süß wird im 14. Jahrhundert ein Eisenhammer genannt, der vom Wasser der Vils betrieben wurde. Dieser Hammer zinste nach dem Saalbuch der bayerischen Herzöge von 1326 zum officium Amberg. In Süß ist auch eine Gemeindeschmiede nachgewiesen, wobei ein Peter Dumler 1574 dort Schmied war; der letzte Schmied war 1864 ein Johann Kederer.
Süß gehörte seit dem frühen 15. Jahrhundert zum Vogteigericht Hahnbach, und zwar zum Zweiten oder Irlbacher Viertel, in welchem 31 Anwesen genannt werden. Am 28. Juni 1818 wurden in Bayern Gemeinden gegründet, dabei bildete Süß zusammen mit Wüstenau eine Ruralgemeinde. Am 22. Mai 1849 kam noch das von Adlholz abgetrennte Schalkenthann hinzu. Am 1. April 1971 wurde Süß nach Hahnbach eingemeindet.